# Chrysograpta
Chrysograpta é um gênero de traça pertencente à família Arctiidae.